# Macruromys
Macruromys är ett släkte av däggdjur. Macruromys ingår i familjen råttdjur.
Kladogram enligt Catalogue of Life och Wilson & Reeder (2005):
| Macruromys | \| \| Macruromys elegans \| \| \| \| \| \| Macruromys major \| \| \| \| |
|            | \| \| Macruromys elegans \| \| \| \| \| \| Macruromys major \| \| \| \| |
|            | Macruromys elegans                                                      |
|            |                                                                         |
|            | Macruromys major                                                        |
|            |                                                                         |

Det vetenskapliga släktnamnet är bildat av de grekiska orden makros (lång/stor), oura (svans) och mys (mus).
M. elegans är med en kroppslängd (huvud och bål) av 15 till 16 cm och en svanslängd av 20 till 22 cm mindre än den andra arten. Den har gråbrun päls på ryggen och vitaktig päls på undersidan. Även svansen är tvåfärgad. M. major blir 22 till 25 cm lång, har en 31 till 34 cm lång svans och väger ungefär 350 g. Arten har gulsvart päls på ryggen och ljusgrå päls på buken. Svansen kännetecknas av en vitaktig spets. Macruromys liknar Uromys i utseende men fjällen på svansen har en annan konstruktion.
Släktets medlemmar förekommer på Nya Guinea och på mindre öar i regionen. De vistas i bergstrakter mellan 1200 och 1800 meter över havet. Arterna äter troligen mjuka växtdelar. De går vanligen på marken.
IUCN listar Macruromys major som livskraftig (LC) och Macruromys elegans med kunskapsbrist (DD).